# Tillbaka till framtiden del III

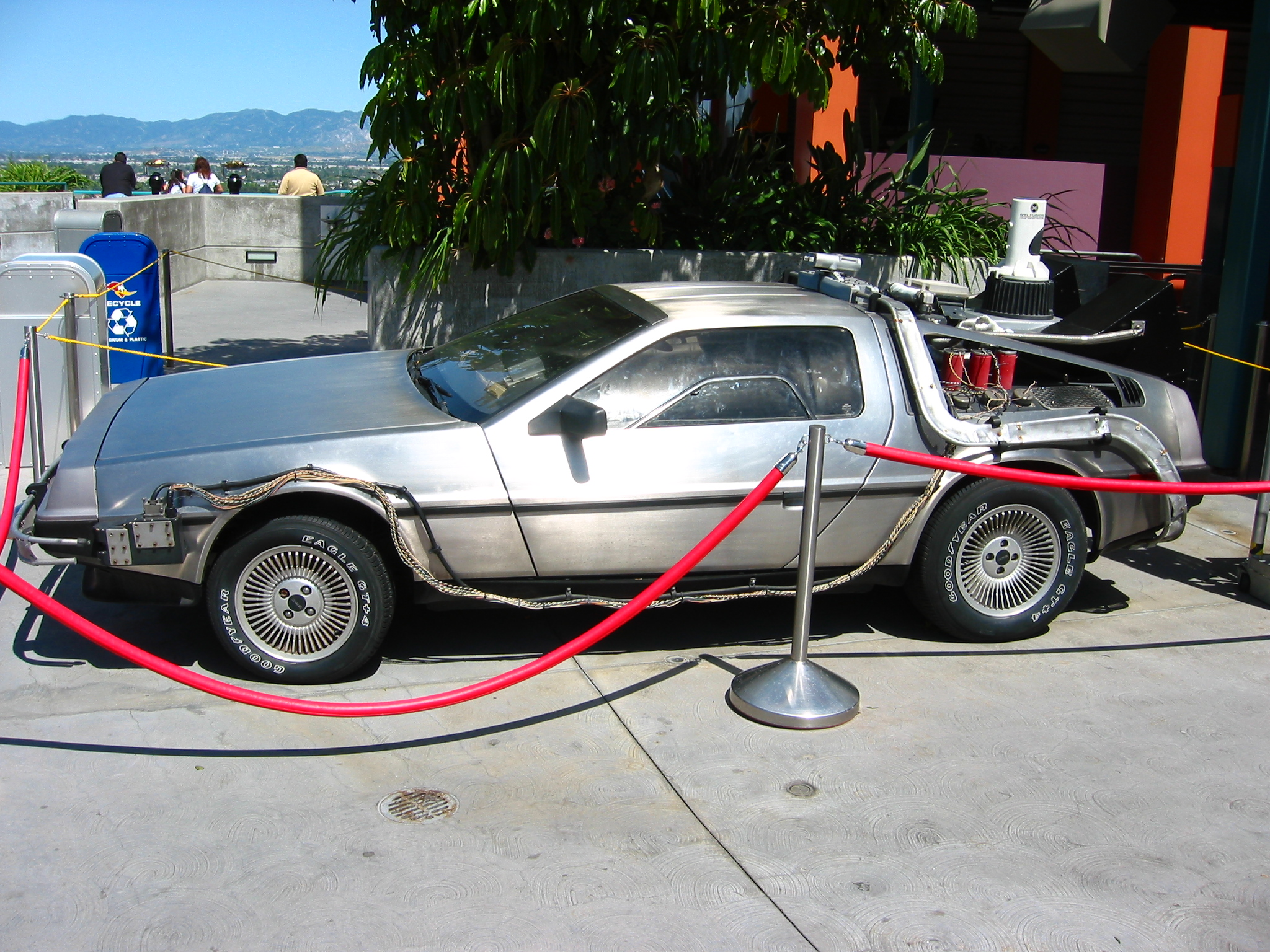
Tidsmaskinen i andra och tredje filmerna då den konverterats från plutoniumdrift till att drivas av hushållssopor.

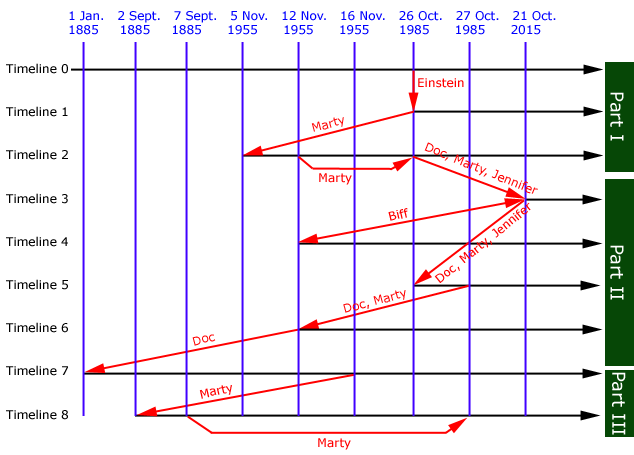
Tidslinjen för tidshoppen i alla tre filmerna.

Tillbaka till framtiden del III (engelska: Back to the Future Part III) är en amerikansk science fiction-westernfilm från 1990 i regi av Robert Zemeckis. I huvudrollerna ses Michael J. Fox, Christopher Lloyd, Mary Steenburgen, Thomas F. Wilson och Lea Thompson. Filmen hade biopremiär i USA den 25 maj 1990. Filmen är en uppföljare till Tillbaka till framtiden del II (1989).

## Handling
Den 17-årige Marty McFly (Michael J. Fox) är kompis med uppfinnaren Dr. Emmet Brown (Christopher Lloyd) som har byggt en tidsmaskin av en DeLorean DMC-12. Emmet Brown hamnar av misstag i Vilda Västern år 1885, men när han svävar i fara hotad av en för tidig död reser Marty McFly tillbaka i tiden för att hjälpa honom. Det är bara ett problem: Emmet är så förälskad i lärarinnan Clara Cayton (Mary Steenburgen) att han inte kan tänka klart. Början utspelar sig år 1955.
Marty, som har blivit strandsatt i tiden 1955, får ett telegram från Dr. Emmet Brown, som själv befinner sig i år 1885. Meddelandet visar var tidsmaskinen är gömd och med hjälp av den Emmet Brown som finns 1955 kan Marty reparera den och hämta Emmet från 1885. Med vita däckssidor, som var högsta mode på 50-talet och med elektronrör som ersatt trasiga komponenter av modernare modell, är tidsmaskinen klar att användas. 
Tyvärr visar det sig att Emmet har blivit kär och vill inte åka hem till 1985. Marty vet att både Emmet och hans käresta Clara kommer att dö under dramatiska former om de blir kvar, så han övertalar Emmet att följa med på en sista tidsresa. Ett missöde i samband med den senaste tidsresan gör att DeLorean-bilen inte har någon bensin kvar i tanken och något ersättningsbränsle går inte att få tag på. Bilen måste därför byggas om för att gå på räls och skjutas på av ett trimmat ånglok för att komma upp i en hastighet av 88 mph (142 km/h). Marty lyckas komma iväg men får inte med sig Doc eller Clara.
Vid återkomsten till 1985 hamnar Marty på kollisionskurs med ett tåg och måste hoppa ur tidsmaskinen som krossas under tåget. Just när han har gett upp hoppet om att någonsin få se sin vän igen dyker Doc upp med Clara och de två söner de har fått. De färdas i ett ånglok ombyggt till tidsmaskin och som även har samma svävarteknik som bilarna 2015 i den föregående filmen,

## Rollista i urval
- Michael J. Fox – Marty McFly / Seamus McFly
- Christopher Lloyd – Dr. Emmett Brown
- Mary Steenburgen – Clara Clayton
- Thomas F. Wilson – Buford 'Mad Dog' Tannen / Biff Tannen
- Lea Thompson – Maggie McFly / Lorraine McFly
- James Tolkan – Chief Marshal James Strickland
- Matt Clark – Chester the Bartender
- Elisabeth Shue – Jennifer Parker
- Flea – Douglas J. Needles

## Om filmen
Filmen hade Sverigepremiär den 9 juli 1990.

## Kuriosa
På den marknad som hålls 1885 spelas musiken av bandet ZZ Top. 
Eftersom Marty råkar bli omhändertagen av en familj McFly som är hans förfäder väljer han att använda ett annat namn, och det första han kommer på är Clint Eastwood. Han använder också ett knep för att överleva en revolverduell som han har sett i en Clint Eastwood-film. 